# レッド・ミュージアム (X-ファイルのエピソード)
「レッド・ミュージアム」（原題:Red Museum）は『X-ファイル』のシーズン2第10話で、1994年12月9日にFOXが初めて放送した。なお、本エピソードは「ミソロジー」に属するエピソードである。また、当初本エピソードはCBSで放送されていたテレビドラマ『ピケット・フェンス』とのクロスオーバー作品として計画されていたが、途中で方針が変更され、ラーソン医師の名前のみが名残として残った。

## スタッフ
- 監督:ウィン・フェルプス
- 脚本:クリス・カーター

## キャスト

### レギュラー
- デイヴィッド・ドゥカヴニー - フォックス・モルダー特別捜査官
- ジリアン・アンダーソン - ダナ・スカリー特別捜査官

### ゲスト
- ジリアン・バーバー - ベス・ケーン
- スティーヴ・イースティン - マゼロスキー保安官
- リンゼイ・ギンター - クルー・カット・マン
- マーク・ロルストン - リチャード・オーディン
- ポール・サンド - ゲルト・トーマス
- ボブ・フレイザー - ゲイリー・ケーン
- キャメロン・ラビーン - リック・マゼロスキー
- トニー・サンプソン - ブラッド

## ストーリー
ウィスコンシン州デルタ・グレンでは、地元のティーンエイジャーたちが誘拐された後、上半身裸の状態で戻ってくるという事件が相次いで起きていた。被害者の背中には「He is one」「She is one」（彼/彼女が証拠だ）という文言が書かれていた。
調査を命じられたモルダーとスカリーは地元のマゼロスキー保安官と合流し、地元のカルト教団「レッド・ミュージアム教会」の関与を疑い、教会の儀式に参加した。そこで、モルダーは信者たちが何者かに魂を支配されていると感じた。実際、誘拐された若者の一人が「動物の魂が私の体の中に入り込んできたように感じた」と証言していた。
程なくして、誘拐されていた女子（保安官の息子リックのガールフレンド）が発見された。彼女の血液から未知のアルカロイドと高濃度のスコポラミン（自白剤としても使われていた）が検出された。教団の開祖、リチャード・オーディンは医師免許を持っておりスコポラミンを入手できる立場にあったことから、オーディンへの疑惑は深まるばかりであった。町で捜査をしていた2人は「牛に薬剤を注射している2人組の男こそ、今回の騒動の黒幕だ。」と主張する老人に会った。その夜、ヘリコプター事故で地元の医者ラーソンが亡くなった。そして、牛に注射をしていた男がシンジゲートの刺客であるクルー・カット・マンに殺害される。その頃、2人は被害者の一人の家でビデオテープの山を見つけた。そのテープから、窃視症を患うゲルト・トーマスが誘拐犯であることが判明した。トーマスは「ラーソンが子供たちを薬でモンスターに変えているんだ。」と強く訴えてきた。
クルー・カット・マンはリックを殺害した後、道端でスカリーとすれ違った。スカリーはその男がディープ・スロートを殺した男だと気づく。その後、スカリーは被害者たちに毒物検査を行った。その結果、「純潔種支配」として知られている未知の物質が検出された（シーズン1第24話「三角フラスコ」参照）。モルダーはラーソンが若者たちにエイリアンのDNAを注射したのではないかと考える。ラーソンに治療を受けた若者たちが狙われていると確信したモルダーは、保安官の協力のもと、該当者をレッド・ミュージアム教会に匿おうとした。モルダーはクルー・カット・マンを追って食肉加工場にやって来た。モルダーはクルー・カット・マンを生け捕りにしようとしたが、息子を殺された保安官が怒りのあまり彼を撃ち殺してしまった。
スカリーが調べたところ、クルー・カット・マンに関する記録がアメリカの公的機関のどこにも存在しないことが分かる。牛や若者たちに投与された物質も未知のものだということ以外には何もわからない。未知の物質を投与された若者たちはインフルエンザのような症状を見せたが、レッド・ミュージアム教会の信者には何も起きなかった。このことから、スカリーは教会の信者たちは対照実験に使われたのではないかと考える。いずれにせよ、この事件は未解決のまま終わった。

## 製作
本エピソードはCBSで放送されていたテレビドラマ『ピケット・フェンス』とのクロスオーバー作品として計画されていた。『ピケット・フェンス』の製作総指揮を務めたデビッド・E・ケリーと『X-ファイル』の製作総指揮を務めるクリス・カーターは駐車場での雑談で、「モルダーとスカリーがローマを訪れたら面白いのではないか」という話が出た。当初の予定では、一つの事件を『X-ファイル』側と『ピケット・フェンス』側の視点で描き、それぞれが一つのエピソードを構成することになっていた。しかし、CBSの反対でクロスオーバー企画は頓挫してしまった。『X-ファイル』の製作総指揮を務めたR・W・グッドウィンは「何日もかけて『ピケット・フェンス』の製作スタッフと電話越しに話し合いをしたんだ。スケジュール調整にも苦労した。ようやく撮影開始かと思った矢先、CBSの許可を取っていないことに気が付いたんだ。最悪だよ。」と語っている。計画が中止になった後、このエピソードから『ピケット・フェンス』の要素が取り払われたが、ラーソン医師の名前だけは残った
デルタ・グレンでのシーンはブリティッシュコロンビア州のデルタ地区で撮影が行われた。食肉加工場のシーンはサレーにある加工場が使われ、そこの従業員がエキストラとして参加した。
本エピソードで登場した「別の魂が肉体に入ってくる」というのは、ニューエイジに由来するものである（ウォーク・イン）。ウォーク・インという概念はシーズン7でサマンサ誘拐事件の真相が明らかになるときにも使われた。また、本エピソードに登場するカルト教団「レッド・ミュージアム教会」は2012年に新しい時代の幕が明けると信じていた。2012年に終末が訪れるという考えは『X-ファイル』最終回「真実」にも登場する。

## 評価
1994年12月9日、FOXは本エピソードを初めてアメリカで放映し、1610万人の視聴者（990万世帯）を獲得した。
本エピソードは批評家から批判された。『エンターテインメント・ウィークリー』は本エピソードにB評価を下し、「もし、このエピソードの難解さが周到に練られたものであれば、創造的なのだが。」と述べている。『A.V.クラブ』のザック・ハンドルンは「「レッド・ミュージアム」は「モンスターズ・オブ・ザ・ウィーク」型のエピソードに見せかけつつ、実は「ミソロジー」に属するエピソードであった、というようなどんでん返しを試みている。興味をそそられる話ではあったが、全体を見れば試みが成功したとは言えない。」「いいエピソードではあったが、記憶には残らない一本だった。」と述べている。『クリティカル・ミス』のジョン・キーガンは本エピソードに10点満点で5点を与え、「『X-ファイル』は「レッド・ミュージアム」を放送したことで、「難解すぎてほとんどの人が内容を理解できないテレビドラマ」であるという印象を強めたのではないか。」「このエピソードの脚本がクリス・カーターによって書かれたものだということが唯一の評価点である。」と批判している。
本エピソードは製作スタッフにとっても不満の残る一本となった。プロデューサーのグレン・モーガンはクルー・カット・マンの扱いに関して「僕としては、クルー・カット・マンをもう一度登場させたい。あのキャラクターをもっと掘り下げるべきだった。こいつは視聴者から愛されていたディープ・スロートを殺したやつで、投げ捨てられるべき類の人間だ。」と述べている。また、「「レッド・ミュージアム」は前半と後半で違うものを題材にしているように見える。カーターにしては変な手法をとったものだと思った。僕はエピソード全体でクルー・カット・マンとモルダーの駆け引きを見たかった。」とも述べている。ジェームズ・ウォンは「私が見てきたテレビドラマの中でも最もわかりにくいエピソードの一つだ。しっかりと伏線が張られているのに、最後まで回収されないんだ。」と述べている。